# Aschistophleps
Aschistophleps é um gênero de traça pertencente à família Brachodidae.